# Dashi
Dashi (出汁) er en japansk fond med fisk, der har en større betydning i det japanske køkken end tilsvarende suppe med kød eller grøntsager har i det europæiske køkken. Halvfærdige produkter med retten, der også kan findes i asiatiske butikker i Europa, har en fast plads i de fleste japanske husholdninger. Dashi fungerer blandt andet som grundlag for misosuppe.
Grund-dashien udvindes af katsuobushi (tørret og røget tunfisk af arten bonito) og brunt tang (昆布 kombu). Alt efter område og anvendelse suppleres eller erstattes bonitototterne også af tunfisketotter (鮪節 magurobushi), makreltotter (鯖節 sababushi), sildetotter (鰯節 nishinbushi), tørret sardin (煮干し niboshi), tørret flyvefisk (あご煮干 agoniboshi, også grillet i forvejen som あご焼煮干 agoyakiniboshi) og tørret hestemakrel (鯵煮干 ajiniboshi).
Vegetariske varianter består hovedsageligt af kombu men suppleres ofte også af tørrede shiitakesvampe. Andre ingredienser kan være tørrede strimler af kampyou-græskar, ristede sojabønner og ristede ris, sådan som det er udbredt i køkkenet hos buddhistiske skoler, hvor man ernærer sig vegetarisk.
I 1909 beskrev den japanske forsker Ikeda Kikunae for første gang umami-smagen, der i dag er anerkendt som en af de fem grundlæggende smagskvaliteter. Det var lykkedes Ikeda at isolere glutaminsyre fra søtang, der udgør hovedingrediensen i dashi, og identificere den som den smagsmæssigt udslagsgivende del af dashi.